# Tenis
El tenis es un deporte que se disputa entre dos jugadores (individuales) o entre dos parejas (dobles).
El objetivo principal del juego es lanzar una pelota golpeándola con la raqueta de modo que rebote en el otro lado pasando la red dentro de los límites permitidos del campo del rival, procurando que este no pueda devolverla para conseguir un segundo rebote en el suelo y darle un punto.

## Etimología
La palabra española «tenis» proviene del inglés «tennis», que a su vez tiene su origen en el francés «tenez». Cuando el jugador de tenis (llamado «tenista») ponía la pelota en juego, exclamaba  «¡tenuz!» («¡ahí va!», en francés).

## Historia

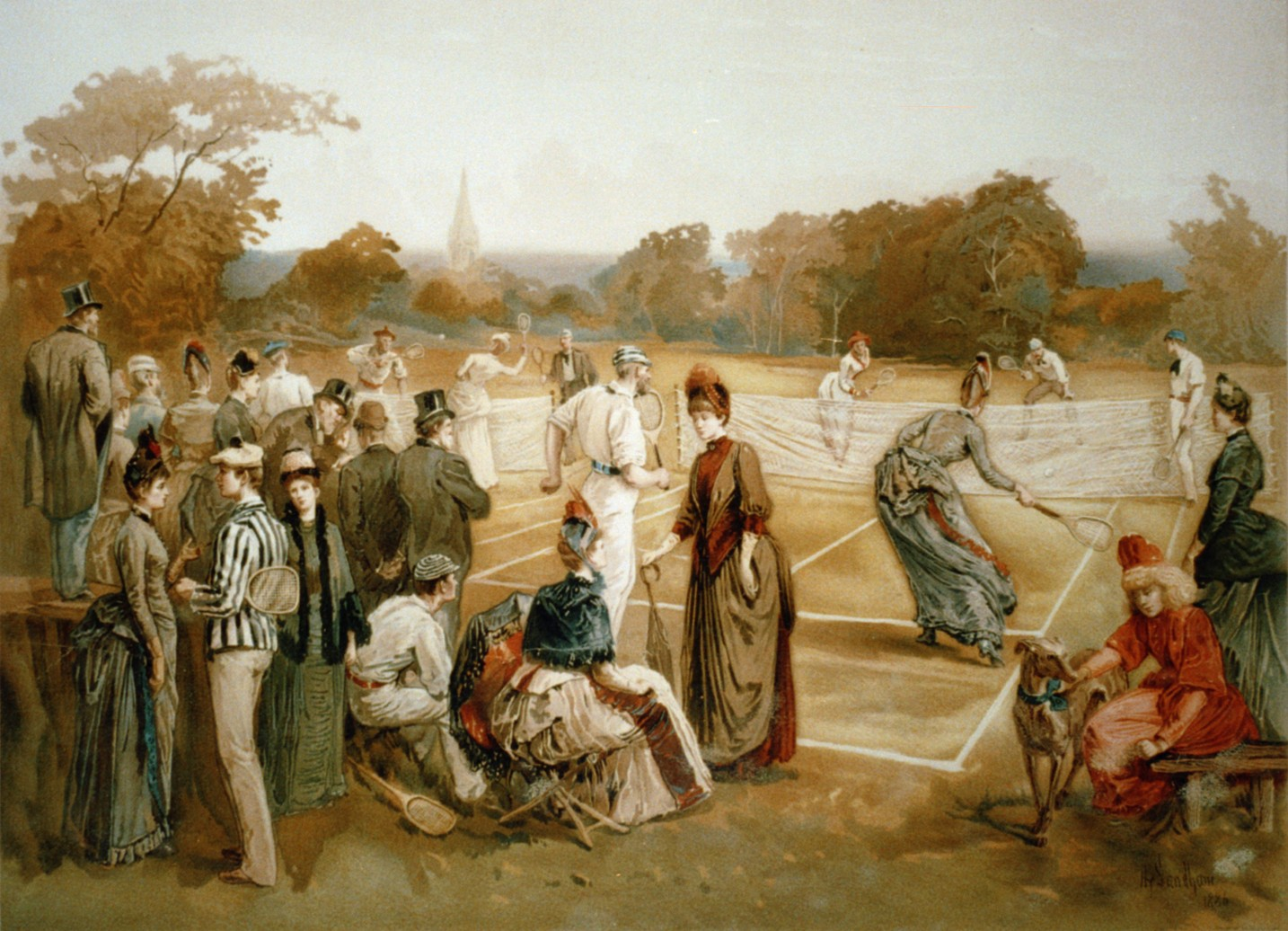
Pista de césped en los EE. UU., 1887.

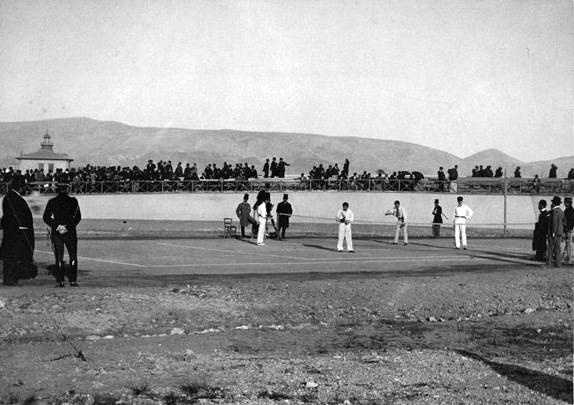
Final de dobles de tenis en los Juegos Olímpicos de 1896.

Las primeras referencias del tenis tienen lugar en Francia, nombrado «le Paume» (‘juego de palmas’), dado que al principio se golpeaba la pelota con la mano. Más tarde se empezaron a utilizar raquetas.

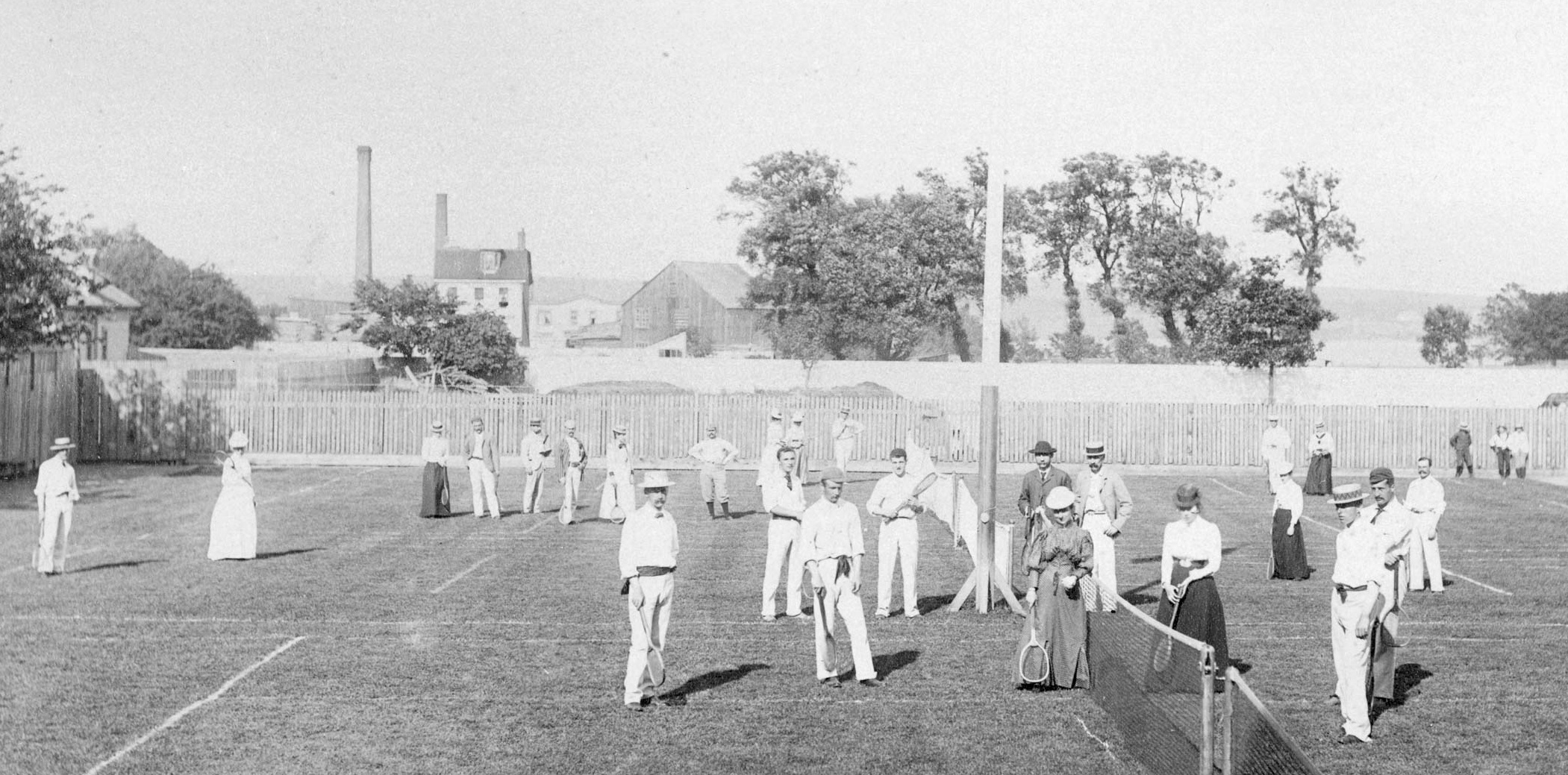
Tenis sobre hierba en Canadá, c. 1900

El tenis original se jugaba en pistas de hierba natural.
Se originó en Europa a finales del siglo XVIII[cita requerida] y se expandió en un principio por los países angloparlantes, especialmente entre sus clases altas.
En la actualidad, el tenis se ha globalizado y es practicado principalmente en los países de América y Europa. Desde 1926, con la creación del primer tour, es un deporte profesional. Es además un deporte olímpico desde los Juegos Olímpicos de Atenas 1896.

## Reglamento del tenis
- La pelota puede ser golpeada por el jugador solo una vez cuando la pelota pasa a su lado de la cancha. Pero si gana un punto puede volver a golpear si está en su turno de saque.
- Los puntos se cuentan de la siguiente formal: el primer punto se cuenta como 15 puntos, el segundo como 30 puntos y el tercero como 40 puntos. Si se empata en 40 puntos, se considera empate y los jugadores tienen que anotar dos puntos seguidos para ganar el juego.
- El partido se gana con 2 sets o con 3 sets dependiendo si se juega al mejor de 3 o al mejor de 5.
- La pelota solo puede rebotar una vez antes de ser impactada por el jugador.
- Ningún jugador podrá tocar la red; esto se considera punto perdido para el mismo.
- Los jugadores van cambiando de lado de pista a lo largo del partido, en los juegos determinados, al final del primero, tercero, quinto juego y a veces hay sexto juego, esto se debe a la puntuación del partido.

### Medidas de la cancha

Medidas de la cancha de tenis.

El tenis se juega en una cancha (llamada pista en España) de forma rectangular, de 23,77 metros (78 pies) de longitud por 8,23 m (27 pies) de ancho. Para el partido de dobles la cancha será de 10,97 m (36 pies) de ancho.
Las líneas que limitan los extremos de la pista se denominan líneas de fondo y las líneas que limitan los costados de la pista se denominan líneas laterales. A cada lado de la red y paralela a ella, se trazan dos líneas entre las líneas laterales a una distancia de 6,40 m a partir de la red.
Estas líneas se llaman líneas de saque o de servicio. A cada lado de la red, el área entre la línea de servicio y la red queda dividida por una línea central de servicio en dos partes iguales llamadas cuadros de servicio. La línea central de servicio se traza paralelamente a las líneas laterales de individuales y equidistante a ellas.
Cada línea de fondo se divide en dos por una marca central de 10 cm de longitud, que se traza dentro de la pista y es paralela a las líneas laterales de individuales. La línea central de servicio y la marca central son de 5 cm de anchura. Las otras líneas de la pista son de entre 2,5 y 5 cm de anchura, excepto las líneas de fondo que pueden ser de hasta 10 cm de anchura. Todas las medidas de la pista se toman por la parte exterior de las líneas. Todas las líneas de la pista tienen que ser del mismo color para que contrasten claramente con el color de la superficie.
El tenis puede ser practicado en distintas superficies; ya conocemos la primera en que se comenzó a jugar el tenis, hierba natural. Existen también otras que con el paso del tiempo se han ido popularizando, como son las pistas duras, tierra batida, tenis quick... Estas últimas son elegidas para la apertura de clubes, ya que son las más económicas. Actualmente no figura ninguna competición profesional que se realiza en dicha superficie.
Las pistas de tenis que tienen un mayor coste económico en su mantenido son las de tierra batida, seguida de hierba natural.

### La red del tenis
La pista está dividida en su mitad por una red suspendida de una cuerda o un cable metálico, cuyos extremos están fijados a la parte superior de dos postes o pasan sobre la parte superior de dos postes a una altura de 1,07 metros. La red está totalmente extendida, de manera que llena completamente el espacio entre los dos postes de la red, y la malla es de un entramado lo suficientemente pequeño para que no pase la pelota de tenis. La altura en el centro de la red es de 0,914 m, en donde está sostenida mediante una faja. Hay una banda cubriendo la cuerda o el campo metálico y la parte superior de la red. La faja y la banda son blancas por todas partes. El diámetro máximo de la cuerda o cable metálico es de 8 mm. La anchura máxima de la faja es de 5 cm. La banda es de entre 8 y 10,35 cm de anchura a cada lado.

### Puntuación
Un partido de tenis está compuesto por parciales (sets en inglés). El primero en ganar un número determinado de sets es el ganador. Cada set está integrado por juegos. En cada juego hay un jugador que saca, el cual se va alternando. A su vez, los juegos están compuestos de puntos, que son 15, 30, 40 y el punto de juego.
La cuenta de los puntos es bastante particular: cuando un jugador gana su primer punto, su tanteador es 15, cuando gana 2 puntos, 30, y cuando gana 3 puntos, 40. Por ejemplo, si el sacador de ese juego lleva ganados 3 puntos y el receptor 1 punto, el marcador es de 40-15. Siempre se nombra en primer lugar la puntuación del sacador. Cuando ambos jugadores empatan a 40, se dice que hay deuce o «iguales». El primer jugador o equipo que gane un punto después del deuce, logra una «ventaja» y, en caso de ganar el siguiente punto, se lleva el juego. De lo contrario se vuelve a estar en deuce hasta que se logre la diferencia de dos puntos. El primer jugador que supera los 40 puntos gana el juego.
El primero en ganar 6 juegos, con una diferencia mínima de 2 con respecto a su rival, es el ganador del set; en caso de que ninguno de los dos jugadores o equipos tenga una ventaja de dos juegos al llegar a seis (6-5), se juega un juego más para conseguir la diferencia de 2 juegos (7-5). De darse el empate (6-6), se jugará un juego de «desempate» o tie-break.

#### Tie break
Si el reglamento del torneo establece un tope de juego, o sea si hay un empate entre dos jugadores en un set, entonces habrá que jugar un juego especial denominado Tie break, «decisivo» o «desempate», en el cual el resultado se decide mediante puntos correlativos (uno-uno, dos-dos, tres-tres, etc.) hasta llegar a 7 tantos, con diferencia de 2. Si se llega a 7 puntos sin diferencia de 2 (por ejemplo: 7-6), el juego se prolongará hasta que uno de los dos jugadores obtenga dicha diferencia y consiga la victoria. La anotación de un set que se ha decidido en el tie break será 7-6, acompañada abreviadamente por el número de puntos obtenidos por el perdedor del mismo entre paréntesis. P. ej., si el jugador perdió el juego decisivo por 7-3, la anotación del set será: 7-6 (3).

#### Origen del tanteo
La inusual y exclusiva forma de anotar el tanteo en tenis (y otros deportes de raqueta inspirados en él) proviene del sistema sexagesimal. Al parecer, antiguamente el tanteo de cada juego se llevaba con un reloj y por cada punto obtenido se movía la aguja un cuarto de vuelta. Así, con el primer punto la aguja se desplazaba al 15, con el segundo al 30, con el tercero al 45 y con el cuarto se cerraba el círculo y se concluía el juego. Con el tiempo y por economía del lenguaje, el parcial "45" se convirtió en "40", dando origen al actual modo de llevar el tanteo: 15, 30, 40 y juego.
Históricamente, esa puntuación de 15-30-40-juego y luego seis juegos para un set viene de la astronomía antigua en la que se usaba un sextante para medir la elevación del sol. El sextante se divide en 4 partes (15°-30°-45°-60°), y es la sexta parte de una circunferencia de 360° (6 juegos = 1 Set = 360°). La puntuación corresponde a las dichas mediciones que eran en esa época tan usuales como para nosotros el sistema decimal. Luego el 45, que en inglés es forty five, se dejó en 40 (forty) para comodidad del árbitro.

## Técnica y golpes
El tenis es un deporte que requiere que los jugadores dominen técnicas como son: golpes, empuñaduras, efectos, posiciones corporales y desplazamientos corporales, además de necesitar resistencia física para aguantar peloteos largos o fuertes. Durante el partido se utilizan muchos tipos de golpes, cada uno con sus respectivas técnicas; los golpes son: el saque, la derecha (forehand), el revés, el globo, la volea, el slice, la dejada y el remate (smash) y dentro de cada uno de ellos hay gran variedad de diferentes tipos de golpes detallándose la dirección del golpe, la posición en la pista, la potencia del golpe, etc.

### Saque

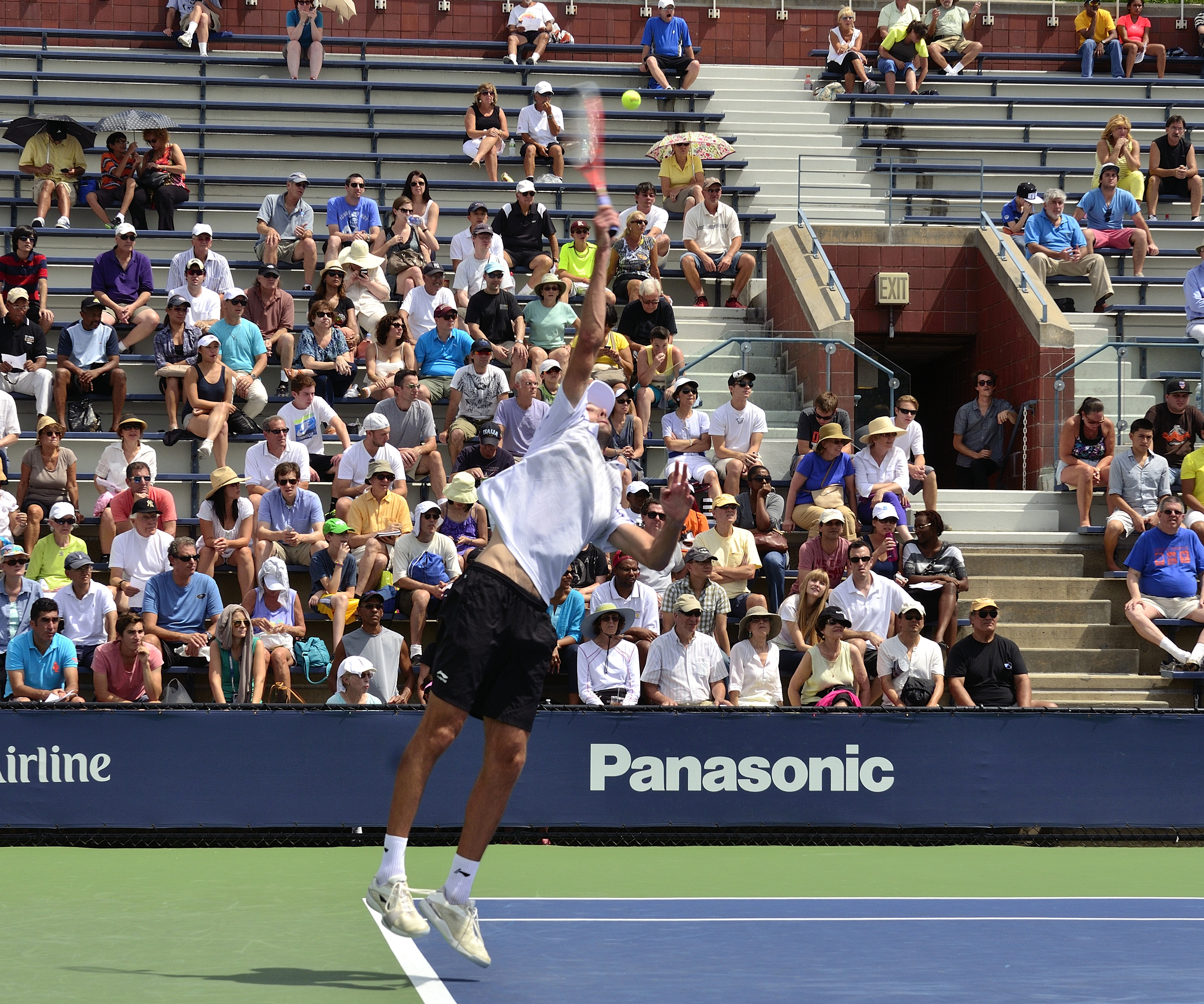
Ivo Karlović sacando con gran potencia.

El saque es el golpe más importante del tenis, ya que este da comienzo al punto, y su correcta aplicación puede permitir a la persona que saca quedar en una posición de ventaja tras la devolución o bien lograr un saque ganador o ace (punto ganado sin que el rival impacte la pelota), o que tras el impacto del adversario la pelota no llegue a pasar la red o esta se vaya fuera de los límites de los ejes (en cuyo caso no se denomina ace, sino saque ganador). Al tener buen saque, el tenista aprende a acabar mejor los golpes efectuados sin que la pelota toque suelo y pudiendo dificultarle al contrincante marcarle un punto después de que le hagan una cortada.
El segundo saque suele realizarse buscando mayor seguridad en el resultado. Para ello suelen hacerse saques liftados, cortados o con kick (que es lo mismo que liftado) para provocar la mayor dificultad al rival, ya que esos saques suelen ser peligrosos al cambiar la dirección de la pelota o la rapidez después del bote. Uno de los cambios de cómo se hace cada saque es que el cortado, intenta hacer que la pelota corra por las cuerdas de un lado al otro de la raqueta en posición vertical, y el liftado es igual pero en forma horizontal.
Entre los mejores sacadores de la denominada Era Abierta se encuentran los croatas Goran Ivanišević e Ivo Karlović, los estadounidenses Pete Sampras, Andy Roddick y John Isner, el neerlandés Richard Krajicek, el canadiense Milos Raonic y el suizo Roger Federer.

### Derecha odrive

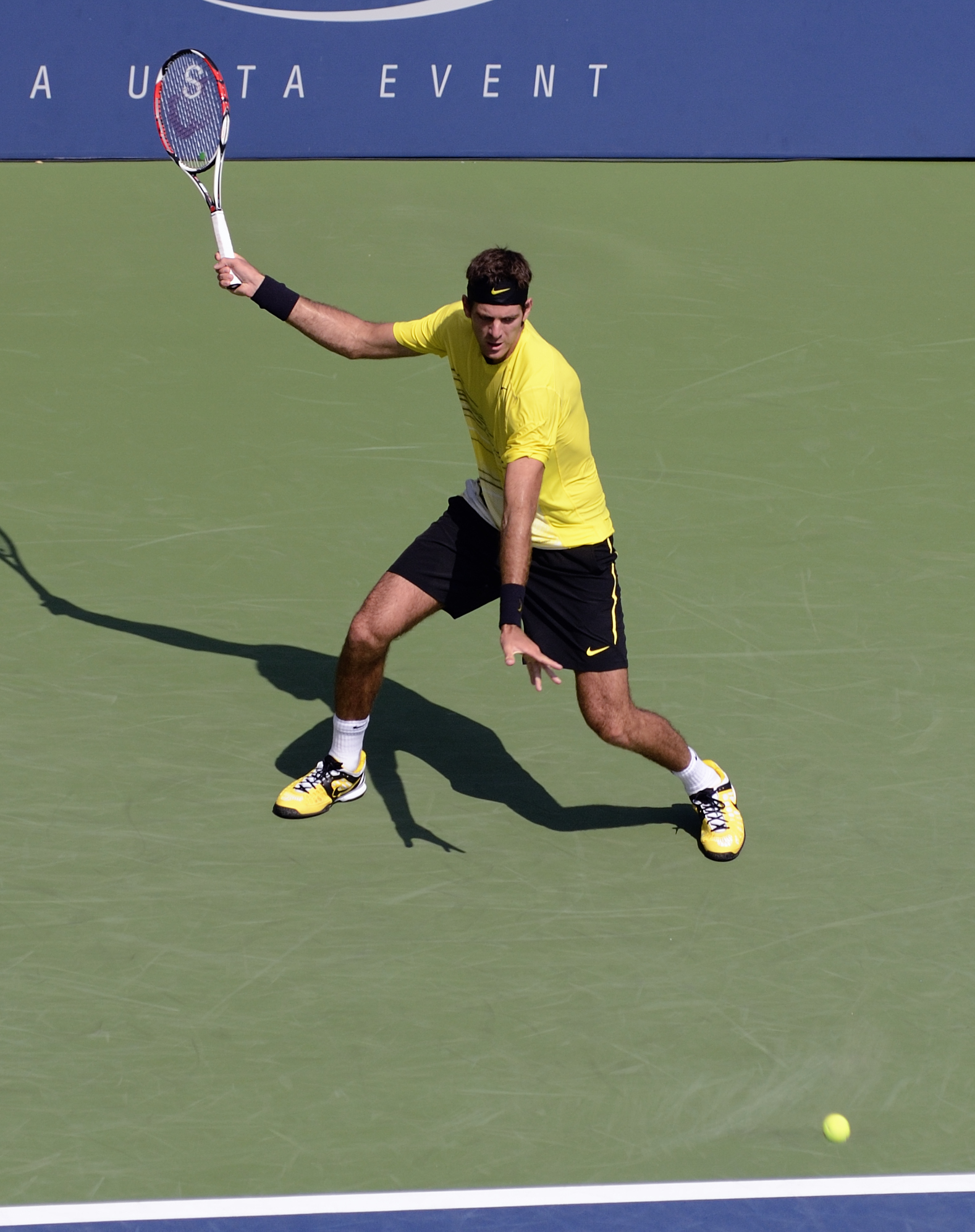
Juan Martín del Potro preparando una derecha.

El drive o derecha es el golpe básico. Consiste en golpear la pelota después del bote, de forma directa, del mismo lado del brazo hábil del jugador. Para la mayoría de los jugadores es el arma principal para ganar un punto y el de mayor control. Para realizar un correcto forehand, se debe estar perfilado a la pelota; en el caso de un diestro, el golpe empieza en el lado derecho del cuerpo, continuando a través del mismo hasta impactar la pelota y terminando en la parte izquierda del cuerpo. El impacto debe darse en la zona comprendida entre hombro y cadera, y el movimiento se realiza de abajo arriba. Una vez que la pelota impacta en la raqueta, el tenista pasa el brazo derecho adelante cerrando el golpe. En el momento que llega la pelota en altura, el tenista toma la decisión de dar un golpe potente o cruzarla a algún lado. Es el golpe más fácil de aprender, al ser también el más natural.
Hay un error común en países de habla hispana de llamar "drive" al forehand o derecha. En los diccionarios de tenis en inglés "drive" es el golpe que se hace desde el fondo de la cancha con potencia, luego del bote. Por lo tanto hay "drive" de derecha y "drive" de revés.
Entre los mejores golpeadores de derecha ya sea por potencia, precisión, o ambas, se encuentran Pete Sampras, Roger Federer, Ivan Lendl, Juan Martín del Potro y Fernando González.

### Volea
La volea o golpe de aire es el golpe que se realiza antes que la pelota rebote en el suelo. Es ejecutado normalmente cerca de la red para definir un punto. A su vez podemos encontrarnos dos tipos de voleas, profundas y cortas. Cada una de ellas dependerá del lugar en el que se produzca el bote de la pelotaː las voleas cortas se producen cuando la pelota bota a la altura del cuadro de saque y las profundas, cuando el bote se produce detrás del cuadro de saque. Debido a la mayor cercanía del jugador al contrincante, es un golpe que requiere ser realizado con gran velocidad y reflejo. La raqueta debe encontrarse en todo momento al frente y alto. El golpe se realiza llevando adelante el pie opuesto al lado donde se va a impactar la pelota, simultáneamente con el perfilado del cuerpo, de modo que la raqueta pueda hacer un breve movimiento atrás para impactar la pelota adelante y de arriba abajo, aprovechando la fuerza que la propia pelota trae, en lo posible sin aplicar energía extra y sin flexionar la muñeca. 
El golpe que se utiliza para llegar a la red en una jugada se denomina approach según la trayectoria del golpe se realizará sin dificultad. Entre los mejores voleadores de la historia se encuentran Stefan Edberg, John McEnroe, Boris Becker, Patrick Rafter, Pete Sampras, Roger Federer, Pat Cash y Radek Štěpánek.

### Revés

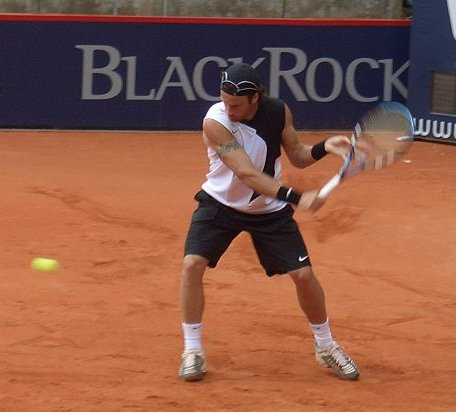
Revés a una mano.

El revés o "backhand" es el golpe al lado opuesto al forehand o derecha. A pesar de ser un golpe de mecánica natural, suele ser uno de los que más cuesta llegar a dominar cuando se empieza a jugar al tenis. Es muy importante la posición del cuerpo, que debe ser colocado de perfil, utilizándose como técnica para ello bajar el hombro para apuntarlo en dirección a la red, mientras que el brazo derecho en los diestros e izquierdo en los zurdos, pasa sin ser flexionado por debajo del mentón, para ubicarse atrás antes de retornar para impactar la pelota, siempre delante del cuerpo, al igual que en el forehand o derecha, que el peso del cuerpo se traslade de atrás adelante en el momento de impactar la pelota.
Décadas atrás, el golpe de revés se enseñaba a impactarlo tomando la raqueta con una sola mano (unos grandes exponentes de esta técnica fueron Ivan Lendl, Gustavo Kuerten, Ken Rosewall, Guillermo Vilas, Gastón Gaudio, Stefan Edberg, Pete Sampras y Boris Becker. En la actualidad lo son Stanislas Wawrinka, Roger Federer y Richard Gasquet. 
Hoy en día el revés a dos manos está ganando cada vez más terreno: jugadores como Rafael Nadal, Juan Martín del Potro, Novak Djokovic y los ya retirados David Nalbandián y André Agassi hacen uso de este golpe. Vale la pena recordar a Jimmy Connors y Björn Borg, cuyos golpes de revés a dos manos inspiraron la popularización que actualmente tiene esta forma de golpeo.

### Dejada
La dejada o drop shot (del inglés drop, ‘dejar caer’) es un golpe en el que se le resta potencia a la pelota con la intención de que caiga lo más cerca posible de la red, del lado contrario. Se realiza habitualmente de revés o backhand, aunque es posible hacerlo también de derecha o "forehand". La preparación del golpe es similar a la preparación del forehand (o revés), debiendo hacerse en el último momento, para sorprender al contrincante, que espera un tiro al fondo. Al momento del impacto, en lugar de realizarse el swing amplio, la raqueta debe caer de manera perpendicular a la pelota, con un giro de muñeca para producir el efecto de goteo que hará a la pelota caer y pasar bien la red.
Se utiliza generalmente cuando el tenista rival se encuentra muy por detrás del fleje del fondo de la pista, y no es un golpe que se deba usar con mucha regularidad, ya que el objetivo es sorprender al rival.
Resulta vital que el golpe sea bajo y corto, para así evitar que el contrincante llegue a la pelota antes del segundo bote, porque de lo contrario le quedará un golpe fácil cerca de la red. Simultáneamente, el jugador puede acercarse a la red para prevenir una contradejada.
La dejada fue especialmente utilizada a principios de la Era Abierta, especialmente la versión de volea. Esto se ve explicado por el menor desarrollo físico de los tenistas a mediados del siglo XX, lo cual les hacía más difícil llegar desde el fondo de la pista, a lo que hay que sumar el auge de la estrategia saque-red en aquellos tiempos. Destacan aquí jugadores como los australianos Rod Laver o Ken Rosewall, el sueco Björn Borg, o el estadounidense John McEnroe. 
A partir de las décadas de los 80' y 90', se aprecia un progresivo descenso en el uso de este golpe, debido a la mejora de las condiciones físicas de los tenistas, y el cambio a raquetas de materiales compuestos, que redujeron la popularidad del saque-red en favor de un estilo más centrado en la línea de fondo. Sin embargo, los últimos años han visto un renacimiento de la dejada en el tenis profesional, principalmente debido a la tendencia de los jugadores a jugar notablemente detrás de la línea de fondo, haciendo que el golpe recupere parte de su sentido perdido y permita ahora romper el ritmo en los puntos de forma más efectiva. Aunque jugadores de la talla de Roger Federer, Rafael Nadal, o Stan Wawrinka dominaron el golpe durante sus carreras, la llegada de Carlos Alcaraz a principios de la década de 2020 es la que revolucionó verdaderamente el juego, provocando un aumento radical en el uso de la dejada en todo el circuito.

### Contradejada
La contradejada es la respuesta a una dejada, a la que el jugador llega poco antes del segundo rebote. Como habitualmente la pelota se encuentra muy baja y cerca de la red, no es posible recurrir a un golpe potente, por lo cual, el jugador solo tiene la opción de dar un golpe suave sobre el fondo, es decir, una nueva dejada de respuesta, esta vez hecha desde cerca de la red.

### Remate osmash
El smash o remate es un golpe que se efectúa sobre la cabeza con un movimiento similar al saque. En general se puede golpear con gran fuerza de manera relativamente segura y es a menudo un tiro definitorio. La mayoría son realizados cerca de la red o a mitad de la pista antes del pique de la pelota. Suele ser la respuesta a un globo realizado por el oponente que no tuvo la suficiente altura. También puede hacerse desde la línea de base tras el pique, aunque es menos definitorio. Es un golpe alto, realizado de arriba abajo, antes de que la pelota bote, o después de que lo haga, pero únicamente en caso de que este lleve una parábola más vertical que horizontal. Para que sea efectivo, es indispensable que sea muy potente y que no dé oportunidad de respuesta al contrario, ya que se trata siempre de un golpe de definición. Se realiza cuando la pelota viene muy alta, a la altura del brazo extendido del jugador.
El golpe se prepara perfilando el cuerpo, llevando la raqueta atrás y colocándola detrás de la nuca, mientras la mano libre apunta a lo alto, hacia la pelota. En el momento del impacto, el pie trasero pasa adelante, al mismo tiempo que la raqueta sale de atrás del cuerpo en un movimiento similar al del saque. Al momento de impactar la pelota, la muñeca debe flexionarse abajo, terminando el golpe de manera parecida al saque. La pelota tiene que rebotar antes de que el contrario la devuelva.

### Globo

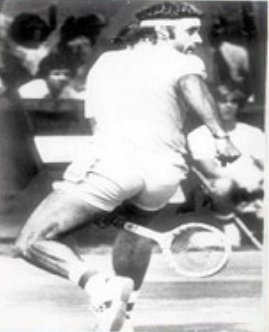
Ejecución de una «gran Willy».

El globo es un golpe sencillo que se utiliza para pasar la pelota por encima del jugador contrario. Se ejecuta tanto de derecha como de revés. Incluso existe (su uso no es tan frecuente) la volea globeada. Su ejecución consiste en impactar arriba la pelota (a diferencia de las demás ejecuciones que se hacen adelante); con esto se logra pasar a un jugador que está parado en la zona de la volea o bien hacer un juego defensivo de fondo.

## Efectos sobre la pelota
El desarrollo de la técnica ha llevado a aplicar con diferentes modos de golpe, diferentes efectos sobre la pelota, de tal modo que dichos efectos y las consiguientes variaciones de trayectoria y velocidad dificulten la devolución del rival. Los mismos se obtienen con diferentes empuñaduras y formas de impactar la pelota.
Cada uno de los golpes, con sus respectivas trayectorias según el efecto aplicado sobre la pelota y sus respectivos tipos de bote contra la superficie, se explican a continuación.

### Golpe liftado

Pelota arrastrada de abajo arriba, para producir el liftado.

El golpe liftado o con top spin (literalmente en inglés «efecto desde arriba») se ejecuta mediante la aplicación de una trayectoria de la raqueta anterior y posterior al golpeo (swing) de abajo arriba. Antes del impacto con la pelota, la cabeza de la raqueta está por debajo de la trayectoria de la misma y, tras el impacto, el swing finaliza por encima de esa altura. Este golpe impone a la pelota un efecto de rotación adelante, que hace que tras el bote, esta salga despedida arriba y adelante, obligando al rival a golpear bien a una altura superior a la normal —muchas veces por encima del hombro—, lo cual le impide ejecutar un golpe agresivo, o bien le obliga a «atacar» la pelota en su trayecto ascendente tras el bote, lo que supone un mayor riesgo de error.
Este tipo de golpe es el más usado, pues tiene, además, la ventaja para el jugador que lo ejecuta de ofrecerle un «margen de seguridad» más amplio, puesto que la trayectoria que se le impone a la pelota es más elíptica y esta pasa a una mayor altura sobre la red que con el golpeo plano o el cortado.
El motivo por el cual logramos imprimir una velocidad angular es la fricción que existe (durante un período muy pequeño) entre la pelota y las cuerdas de la raqueta, estas últimas colisionan casi tangencialmente respecto de la pelota. Esto último es lo que produce un momento de la fuerza sobre la pelota, la cual pasa a tener energía cinética de traslación más energía cinética de rotación. Dicha velocidad angular supone una fricción aerodinámica, de modo que la pelota va empujando (por su parte posterior) constantemente el aire que se le presenta como obstáculo arriba (la fluidodinámica de Bernouilli demuestra este suceso), por la tercera ley de Newton (acción-reacción), la pelota recibe la misma respuesta por parte del viento pero de sentido contrario. Por esto mismo, la pelota adoptará una trayectoria parabólica mucho más pronunciada que en el caso de una colisión plana con las cuerdas.
Finalmente, la velocidad angular que aún conserve la pelota al colisionar con la superficie, se verá reducida considerablemente por la fricción estática con el suelo, haciendo una fuerza atrás, y de nuevo por la tercera ley de Newton, el suelo se la devolverá en sentido pitido.

### Golpe cortado

Pelota «cortada» de arriba abajo, para producir el cortado.

El cortado (en inglés slice, ‘cortar en rebanadas’, o backspin, ‘rotar atrás’) es el efecto inverso al liftado: la pelota adquiere una rotación «atrás» que la lleva a adoptar una trayectoria más baja al botar, obligando al contrario a tener que impactarla más bajo. El efecto se obtiene impactando a la pelota desde arriba y estirando el brazo como si se atravesara la pelota y se la siguiera en su recorrido. Esto hace que la pelota rote de arriba abajo vista desde atrás (nótese que esto no cambia el sentido de rotación de la pelota si el oponente puso efecto liftado a la suya). Debido al efecto Magnus, que en este caso imprime una fuerza neta a la pelota dirigida arriba, un golpe cortado hace que la pelota parezca «flotar» y vuele más lenta. La menor velocidad de la pelota hace que uno de los usos del cortado sea para tener más tiempo de volver a ponerse en posición o acercarse a la red.

### Golpe plano
El golpe plano es aquel que se realiza sin imprimirle ningún efecto a la pelota. En general es muy efectivo cuando se realiza desde una altura mayor a la red, de arriba abajo.
Los golpes que pueden ejecutarse de esta manera son el forehand o derecha, el revés, el saque y la volea (esta debe ejecutarse de manera plana «siempre», exceptuando las veces que la volea se quiera muy suave, es decir, haciendo un drop shot de volea.

## Clasificaciones

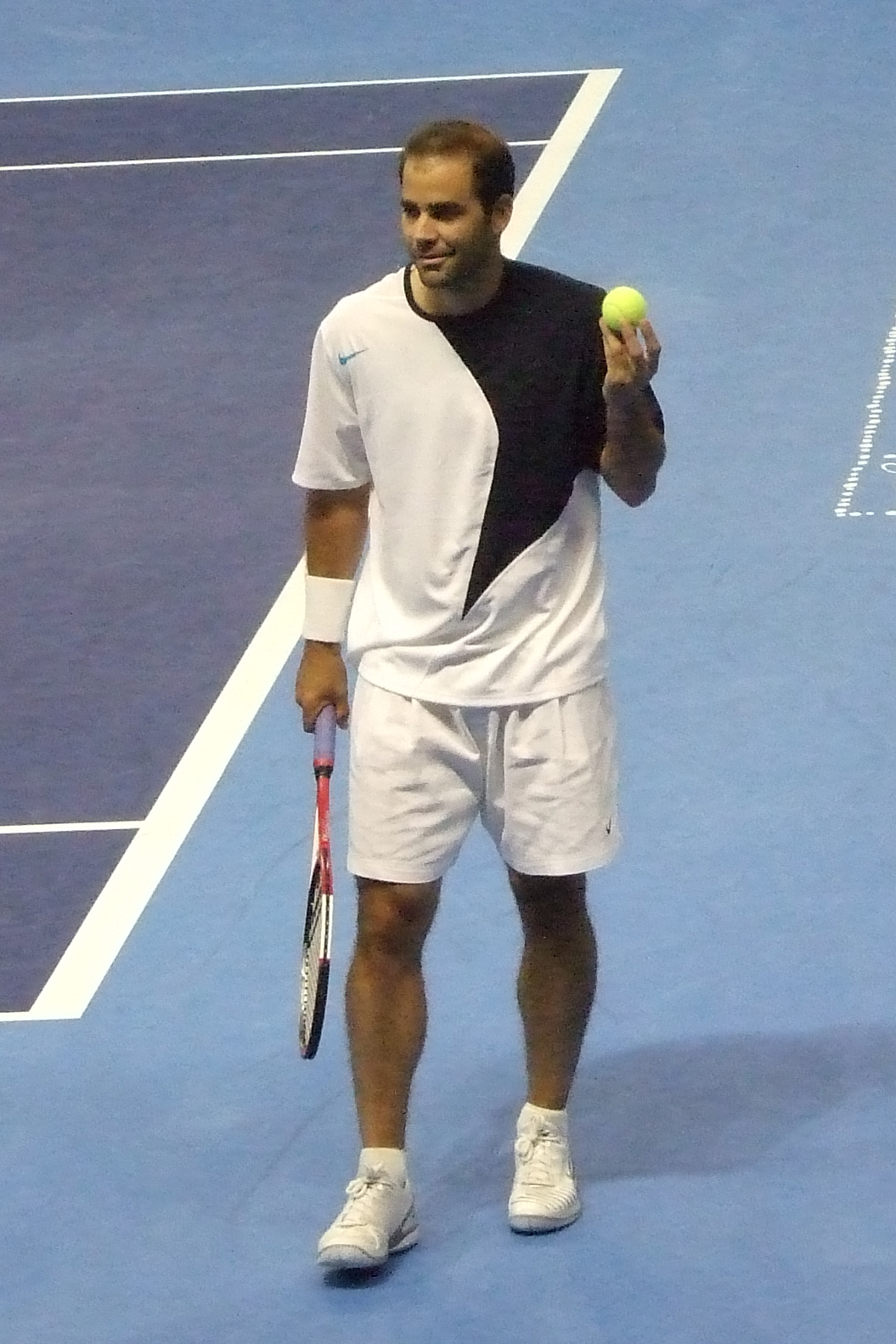
Pete Sampras.

En la actualidad los jugadores están ordenados en un tipo de clasificación llamado «Sistema de entradas» (Entry Ranking), en el cual se suman los puntos obtenidos por los jugadores en las últimas 52 semanas, o sea, aproximadamente un año. Por lo tanto, al finalizar cada semana, se le restan a cada jugador los puntos obtenidos en esa misma semana del año anterior, y se le suman los ganados en la semana actual.

### ATP
La ATP (Asociación de Tenistas Profesionales) es el organismo directivo del circuito masculino de tenis profesional a nivel mundial. El circuito tiene 66 torneos en 32 países que reparten entre 20 millones y 325 000 dólares en premios. La ATP también organiza los Torneos Challenger, donde muchos de los jóvenes jugadores ganan sus primeros partidos y torneos. Cada año se organizan alrededor de 90 eventos a nivel mundial y sus premios en metálico varían entre 50 000 y 125 000 dólares.
Los puntos se consiguen en función de la categoría del torneo y la posición resultante en él. Los torneos más valorados son los cuatro Grand Slams, seguido de la Barclays ATP World Tour Finals y las ATP Master Series. La siguiente tabla resume las puntuaciones otorgadas en 2009:
El nuevo sistema de puntuación otorga estos puntos:
1) Grand Slams: Australian Open, Roland Garros, Wimbledon, US Open.
Puntuación: 2000 puntos (ganador) 1200 (finalista), 720 (semifinalista) 360 (cuartofinalista) 180 (octavofinalista) 90 (3.ª ronda) 45 (2.ª ronda) 10 (1.ª ronda).
2) ATP Serie 1000: Indian Wells, Miami, MonteCarlo (no es obligatorio jugarlo), Roma, Madrid, Canadá, Cincinnati, Shanghái, París.
Puntuación: 1000 puntos (ganador), 600 (finalista), 360 (semifinalista), 180 (cuartofinalista), 90 (octavofinalista), 45 (2.ª ronda), 10 (1.ª ronda). En Miami e Indian Wells al haber una ronda más la 1.ª ronda son 10, la 2.ª 25 y la 3.ª 45.
3) ATP Serie 500: Róterdam, Dubái, Acapulco, Memphis, Barcelona, Hamburgo, Washington, Pekín, Tokio, Basilea, Valencia.
Puntuación: 500 puntos (ganador), 300 (finalista), 180 (semifinalista), 90 (Cuartofinalista), 45 (octavofinalista), 0 (1.ª ronda).
Sería obligatorio para los jugadores top jugar cuatro de estos torneos.
4) ATP Serie 250: EJ. Viña del Mar.
Puntuación: 250 (ganador), 150 (finalista), 90 (semifinalista), 45 (cuartofinalista), 20 (octavofinalista), 0 (1.ª ronda).
La copa Davis repartirá puntos como un torneo ATP Serie 250.
El ranking resultará de la suma de los siguientes torneos: los cuatro Grand Slam, ocho de los Masters 1000, cuatro mejores torneos 500 y dos mejores 250 o challengers.
| Categoría del torneo | Número de torneos | Puntos para el ganador |
| --- | ----------------- | ---------------------- |
| Grand Slam | 4                 | 2000                   |
| ATP World Tour Finals | 1                 | Hasta 1500*            |
| ATP Masters 1000 | 9                 | 1000                   |
| ATP World Tour 500 | 11                | 500                    |
| ATP World Tour 250 | 41                | 250                    |
| ATP Challenger Series | 115               | 75-125                 |
| Torneos Future | 420               | 17-33                  |
| Nota: Si acaba invicto, se obtiene 200 por cada triunfo en partido del round robin, +400 por victoria en semifinales, +500 por victoria en la final. |                   |                        |

#### Clasificación de individuales masculino
El suizo Roger Federer fue el número uno del mundo desde el 3 de febrero de 2004 hasta el 17 de agosto de 2008, estableciendo un récord de 237 semanas consecutivas al frente del ATP Ranking. El español Rafael Nadal, que escoltó al suizo durante 160 semanas desde el 25 de julio de 2005, cuando ocupó el número dos, se convirtió en el número uno del mundo desde el 18 de agosto de 2008 hasta el 5 de julio de 2009, fecha en que Roger Federer volvió a ocupar el primer lugar tras ganar su sexto Wimbledon en 2009.
Rafael Nadal recuperó el número uno tras ganar el trofeo de Roland Garros de 2010 a Robin Söderling quedando Roger Federer en el número dos. Después del US Open 2010, Roger Federer pasa a ocupar el puesto tres y Novak Đoković sube hasta el puesto número dos. Nadal se mantuvo en el primer lugar hasta Wimbledon de 2011, en donde Djokovic derrotó en la final a Rafa y le arrebató el número uno del ranking mundial. Después de ganar la final contra Andy Murray en Wimbledon 2012, Federer recupera el número uno después de dos años, superando a Pete Sampras en semanas como número uno. Después de noviembre de 2012, Novak Đoković vuelve a ocupar el primer lugar hasta finales del año 2013, donde Rafael Nadal volvió a ser número uno. Posteriormente en julio de 2014 Novak Đoković recuperó el número uno luego de disputarse la final de Wimbledon con Roger Federer, quien se quedó con el número tres, dejando a Rafael Nadal en segundo lugar.

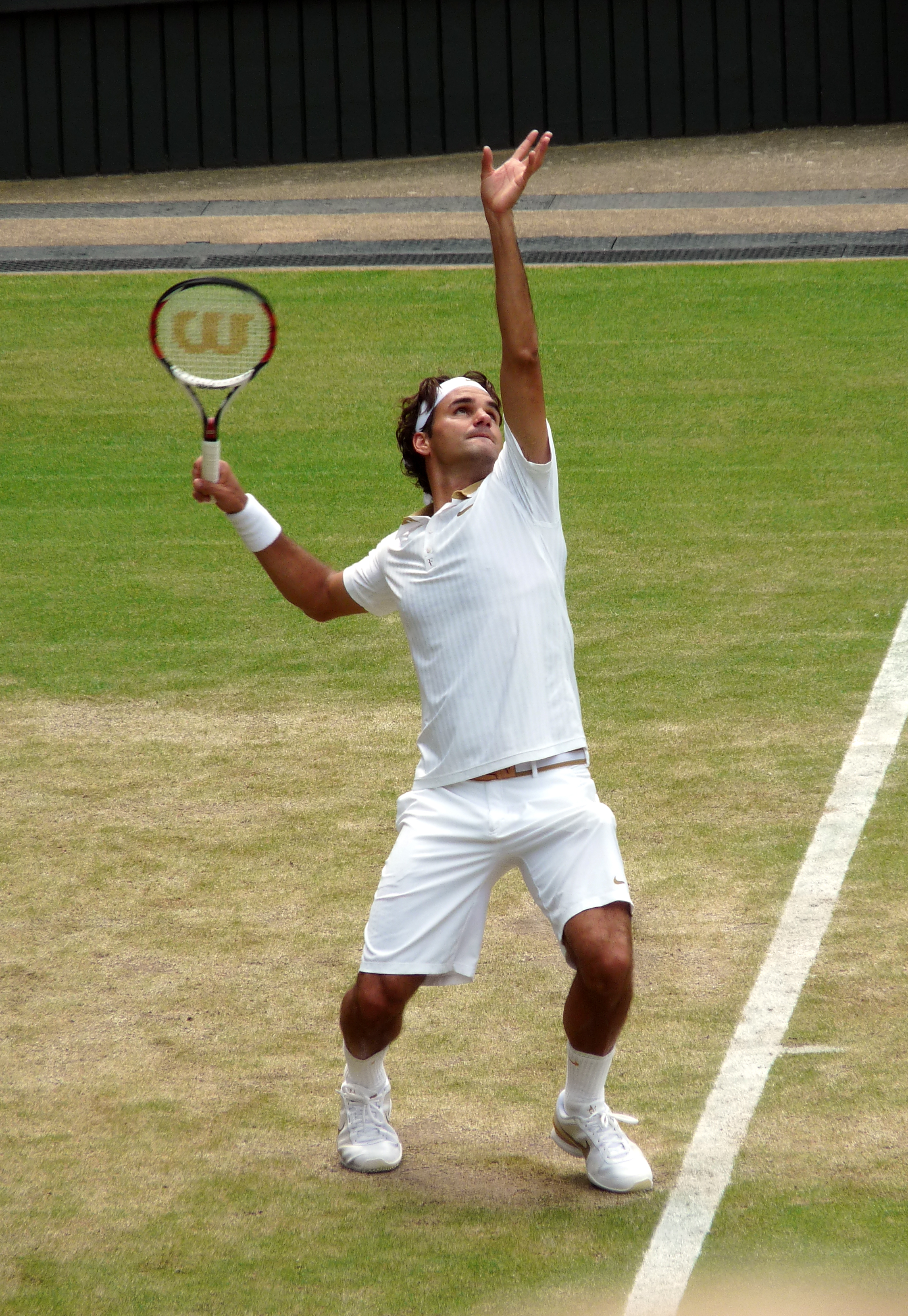
Roger Federer.

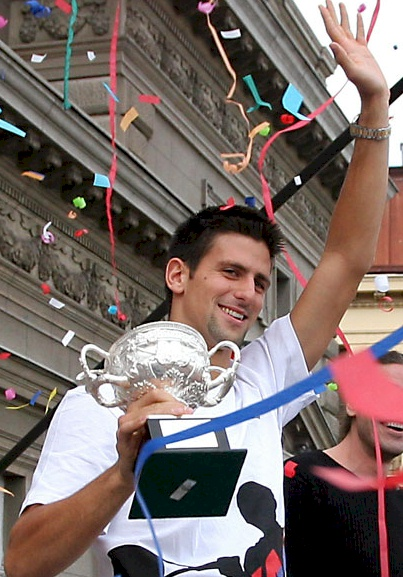
Novak Djokovic.

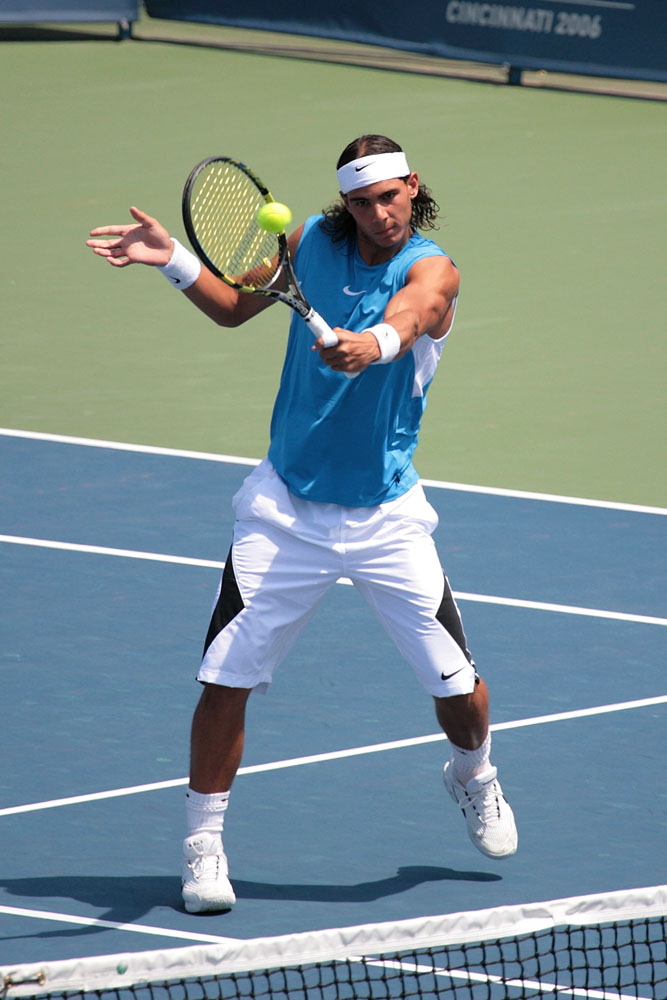
Rafael Nadal.

#### Carrera de Campeones
Desde enero de 2000 existe una clasificación paralela, llamada Carrera de Campeones (ATP Champions Race), en la cual se suman los puntos conseguidos en los torneos del año en curso, sin contar puntos del año anterior, y se utilizaba para completar la lista de clasificados a la ATP World Tour Finals (los ganadores de los cuatro torneos de Grand Slam se clasifican automáticamente).
Para aquellos tenistas ubicados en el Top 30, se suman los puntos obtenidos en los cuatro torneos de Grand Slam, los nueve torneos de la Serie Masters y cinco torneos adicionales, incluido la participación en Copa Davis de aquellos jugadores que participen en el Grupo Mundial o en los playoffs. En caso de no haber actuado en algún torneo de Grand Slam o de la Serie Masters, el jugador sumaba los puntos obtenidos en algún torneo de la Serie Internacional.
La Carrera de Campeones refleja el desempeño de los jugadores en el año que está en curso. A final de temporada las clasificaciones de ambos rankings son muy similares especialmente en los primeros puestos, encontrándose algunas diferencias ya que los torneos Challenger y Future no suman puntos en la Carrera de Campeones pero si en el Ranking ATP.
Desde 2009 cambia el nombre para la clasificación de dobles, denominándose ATP Doubles Team Rankings.

### WTA
La WTA (Asociación Femenina de Tenis) (en inglés, Women's Tennis Association), es la organización que rige los torneos y el circuito profesional del tenis femenino a nivel mundial. A modo comparativo, la WTA es al tenis femenino lo que la ATP al tenis masculino. La Asociación organiza el calendario y designa las sedes oficiales de los torneos del circuito femenino, también llamado como WTA Tour.
En 2005 la Asociación Femenina de Tenis cambió el nombre del WTA Tour por el de The Sony Ericsson WTA Tour debido a un contrato firmado de patrocinio con la firma nipona-sueca de teléfonos móviles y accesorios, Sony Ericsson.

#### Clasificación de individuales femenino
Martina Navratilova resalta por ser una de las mejores tenistas femeninas de la historia, llegando a acumular 128.550 puntos en el sistema de clasificación histórica hasta su retiro en 2006. Martina superó las marcas de Chris Evert y Steffi Graf quienes compitieron hasta 1989 y 1999 respectivamente. Otras tenistas destacadas en el ranking femenino en la historia han sido
Margaret Smith Court,
Billie Jean King,
Helen Wills Moody,
Suzanne Lenglen,
Evonne Goolagong,
Serena Williams,
Martina Hingis y
Mónica Seles.

## Marcas
Las principales marcas del tenis son:
- El partido más largo de la historia fue el encuentro disputado en Campeonato de Wimbledon 2010 entre el francés Nicolás Mahut y el estadounidense John Isner con una duración de once horas, cinco minutos y veintitrés segundos. John Isner se llevó el partido de tenis más largo de la historia (6-4, 3-6, 6-7, 7-6 y 70-68). Isner y Mahut siguieron la misma tónica durante los tres días que duró el encuentro. Muy sólidos con su saque, se plantaron del 59-59 hasta el 68-68 sin conceder ningún punto de quiebre.[17]
- La marca del saque más rápido masculino la sustenta el australiano Samuel Groth con una velocidad de 263 km/h, en el Challenger de Busan 2012.[18]
- Georgina García Pérez mantiene la marca femenina del saque más rápido con 136 mph (220 km/h) realizado en Budapest en 2018.[19]
- Guillermo Vilas mantiene la marca masculina de la mayor cantidad de victorias consecutivas. Desde 1977 son 46.[20]
- Helen Wills Moody (1905-1998) mantiene la marca femenina con 158 victorias consecutivas, obtenidas entre 1927 y 1933.[21]
- La final más larga de un Grand Slam se dio en el Abierto de Australia 2012, la cual duró cinco horas con cincuenta y tres minutos. La final la disputaron el serbio Novak Djokovic y el español Rafael Nadal. La victoria fue para el serbio en cinco mangas.
- Novak Djokovic es el tenista con mayor cantidad de títulos de Grand Slam ganados en la categoría masculina (24).
- Margaret Court es la tenista con mayor cantidad de títulos de Grand Slam ganados en la categoría femenina, igualada con Djokovic en masculino (veinticuatro en total). Serena Williams es la segunda tenista con mayor cantidad de títulos de Grand Slam ganados (veintitrés).
- Novak Djokovic ostenta el mayor tiempo como número uno del Ranking Mundial ATP con 418 semanas acumuladas. Roger Federer es el tenista que más semanas consecutivas ha estado como número 1 de la clasificación con 237 semanas.[22]
- Steffi Graf ostenta el mayor tiempo como número uno del Ranking Mundial WTA con 377 semanas acumuladas.[23] Además está empatada con Serena Williams como las tenistas con más semanas consecutivas como número 1 con 186 semanas.[24]
- Novak Djokovic es el tenista que más veces ha finalizado el año como número 1 con un total de 8.[25]
- Steffi Graf es la tenista que más veces ha finalizado el año como número 1 con un total de 8.[26]
- Novak Djoković ostenta el récord de haber ganado el Masters Tennis Cup (Copa de Maestros) -actualmente conocido como ATP World Tour Finals- proclamándose campeón en siete ocasiones.
- Martina Navrátilová ostenta el récord de haber ganado la WTA Tour Championships (Copa de Maestras) -actualmente conocido como WTA Finals- proclamándose campeona en ocho ocasiones.
- Rafael Nadal es el único tenista de la historia (tanto en hombres como en mujeres) en ganar más de 10 torneos del mismo Grand Slam (catorce títulos en Roland Garros 2005-2008, 2010-2014, 2017-2020, 2022).
- Steffi Graf es la única tenista en obtener un Golden Slam en un año, en 1988.
- Novak Djoković es el tenista con más títulos Master 1000 (40), y el único que los ha ganado todos al menos 2 veces.
- Novak Djoković es el único tenista que ha ganado al menos 3 veces cada Grand Slam y el único en la era abierta en ganar 4 seguidos, aunque en año no natural.
- Novak Djoković es el tenista con mayores ingresos producto de su premiación en torneos en toda la historia.